# THE 恋愛ホラーアドベンチャー 漂流少女
『THE 恋愛ホラーアドベンチャー 漂流少女』（ざ・れんあいホラーアドベンチャー ひょうりゅうしょうじょ）は、2003年7月24日にディースリー・パブリッシャーから発売されたPlayStation 2用アドベンチャーゲーム。SIMPLE2000シリーズの第34作である。

## 概要
地下に埋没した校舎からの脱出を目指すアドベンチャーゲーム。5人の女性キャラクターの中からパートナーを選び、探索を行う。アドベンチャーの形式だが、タイトル通りホラーと恋愛シミュレーションの要素も織り込まれている。
女性キャラは全員フルボイスだが、男性キャラにはボイスは無い。
キャラクターデザインは、成人漫画家のおおたたけしが担当している。

## ストーリー
夏休み半ばの、8月のある夕方。高校のクラスメートである6人が、肝試しをするために、とある廃校に集まった。ある者は愛の告白、またある者は友人の恋の後押しと、それぞれ違った思惑を抱く彼ら。
しかし突然地震が発生、校舎は6人もろとも地下へと埋没する。驚きながらも校舎内を探索しようとした彼らが見たものは、襲い来る異形の悪霊たちの姿だった…。

## システム
1日の探索を行う前に、まず食料を分配する。1日の必要食料数はキャラごとに決まっている。必要数調度の食料を与えると、HPは現状を維持し、それ以上の食料を与えると回復する。
必要数以下の場合はHPが減少し、0になると主人公の場合は死亡、ゲームオーバーとなる。女性キャラの場合は「行動不能」となり、翌日にHP1で復活する（終盤の舞台である「地下施設」まで進めると、女性キャラでも死亡する）。
ゲームの進行に応じて、CGの一枚絵が表示されることがある。1度見たCGは、「CGモード」というモードで閲覧可能。収集率はパーセンテージで表されるが、コンプリートしても特に何も起こらない。
探索は、主人公と女性キャラ1人のペアで行う。パートナーは1日ごとに交代可能。女性キャラの中の1人と恋愛関係になることはできるが、全員生存したままクリアすると、キャラごとの脱出後のCGは見られない。見るためには、他の女性キャラを最低1人は死亡させた上でクリアしなければならない。

## 登場キャラクター

### 主人公と仲間たち
偶然起こった災難に見舞われた高校のクラスメート6人。学年や学級は特に語られないが、10月生まれのひとなが後日談で17歳の誕生日を迎えているため、2年生である模様。
地下で出会った謎の女性・イオナを加え、地上への脱出を目指す。
南雲龍平（なぐも りゅうへい）
主人公。名前は変更できない。一人称は地の文では「僕」、台詞では「俺」。日常というものに飽き飽きしており、非日常的な出来事に憧れていた。服装は赤い半袖シャツ。
健作の恋の後押しをすべく、肝試しに参加した。性格は気さくで面倒見も良く、探索のリーダーを任されることになる。自称貧乏性。
健作と麻那からは「龍平」、ひとなからは「龍平君」、他の3人からは「南雲君」と呼ばれている。
坂井健作（さかい けんさく）
龍平の親友で、クラス委員。メガネをかけている。頼まれると断れない性格で、龍平曰く「真面目が服を着て歩いてる様な奴」。
ひとなにモーションを掛けられているが、彼女のような積極的な女性を苦手としており、彼自身は萌里に恋している。
ひとなに肝試しに誘われ、己の気持ちをはっきり伝えるべく、あえて参加した。
校舎埋没時に頭を打ったらしく、留守番係を任される。しかし常軌を逸した言動に走り始め、突然失踪を遂げる。

#### パートナーとなる女性キャラ
全員に個人BGMが設定されている。
相田麻那（あいだ まな）
- 声・木口ゆり

龍平の幼馴染で、メインヒロイン。7月3日生まれのA型。身長160cm、体重48kg。3サイズは82・58・84。髪色は赤。
健作と共にクラス委員を務めているが、仕事は彼に頼りがちであった。
幼い頃に両親を亡くしており、祖父と暮らしている。いつも明るく元気に振舞っているが、高校入学後は家計を助けるためにアルバイトを行うようになったため、趣味のバスケットボールからも遠ざかっていた。かつて龍平から怪談を聞かされたことが原因で、ホラーを苦手としている。
親友の萌里から誕生祝いに貰った南米製のペンダントを大事にしている。両親が死んだ際に龍平に励まされたことから、彼に恋するようになっていたが、萌里もまた彼に恋していると知ったことで己の気持ちを押し隠し、彼女の告白を手伝うべく飛び入りで肝試しにやってきた。
手先が器用で、裁縫や怪我の応急処置もこなす。パートナーにすると、龍平のHPがイベントで一定以下になった時のみ回復を行ってくれる（ただしアイテム「救急箱」が必要。また3回まで）。
広岡萌里（ひろおか もえり）
- 声・森村みどり

メガネをかけた女生徒。9月6日生まれのAB型。身長155cm、体重47kg。3サイズは88・60・86。髪色は青。
清楚で控え目な性格だが、正反対なタイプの麻那とは親友同士である。博識で男子の人気も高いが、体はあまり丈夫ではなく、運動も苦手。強い女性に憧れている。趣味は読書。PHSを所有している。
龍平に恋しているが彼からは気付かれていない。彼に誘われて肝試しに参加するが、彼は健作に告白させるつもりであった。
昔からよくいじめにあっており、弟に助けられてばかりいたという。その弟がサバイバルにはまり出した影響で、サバイバルの知識を多少持っていた。
パートナーにすると1日の行動回数が若干増える。また、5人の中で1番具体的な助言をくれる。
HPは最も低いが、その分食料の消費も少ない。
デザイナーであるおおたのサイトで、没になった彼女の線画を閲覧できる。
下里莉子（しもさと りこ）
- 声・福井ぷりん

ひとなと仲の良い小柄な女子。6月3日生まれのO型。身長147cm、体重39kg。3サイズは74・56・78。髪色はピンク。
一人称は自分の名前。「にゃはは」「はにゃ?」「あうう」が口癖。
見た目の割に食欲旺盛で、食べ歩きが趣味。幽霊の存在を信じており、オカルトの知識も豊富。裁縫は苦手。メンバーの中で唯一携帯電話を所有している描写がある。
ゲームの舞台となる廃校で事故死した従姉妹がおり、その霊に会いたいという気持ちを胸に秘め、肝試しに参加した。普段は能天気な物言いばかりするが、仲間への思いやりは常に忘れない。
彼女をパートナーにした時のみ、発見できる食料がある。食欲旺盛なため必要な食料数が最も多い。
藤川ひとな（ふじかわ ひとな）
- 声・藤本真由美

肝試しの企画者にして、校内に非公認のファンクラブまであるという美少女。10月20日生まれのB型。身長164cm、体重51kg。3サイズは84・58・86。髪色は金色。
気が強く積極的な性格。健作に恋しており、周囲を憚らないモーションを掛け続けている。肝試しの企画もその一環であった。ただし彼の萌里への気持ちに感付いてもいる。
家は裕福で別荘も所有しているが、父が一代で築いた財産であり、いわゆる名家ではない。
趣味はアクセサリー集めで、特技は料理。調理実習では毎回取り合いが起こるほどの腕前らしい。食料分配後に料理を作る事もあり、その場合は消費した食料が若干戻ってくる（ただしアイテム「家庭用コンロ」が必要）。
自分の言い出した肝試しが原因で事件が起こったことから、内心引け目を感じている。
姉弟のように育ったブルドッグ「でんぐりぽっぴー」を可愛がっている。腕力は実は龍平よりも強い。
HPは女性5人の中で最も高く設定されている。
尾崎イオナ（おざき イオナ）
- 声・小川久仁恵

龍平たちのクラスメートではなく、ゲームの途中から仲間になる女性。10月30日生まれのB型。身長163cm、体重50kg。3サイズは85・59・87。髪色は黄緑。口元に黒子がある。ゲームの舞台となる学校のOG。
幼い頃から両親に必要とされず友人もいないという人生を送っており、絶望のあまり首吊り自殺をしようと校舎に侵入していた。ネガティブな発言ばかりするが、莉子らの励ましによって次第に心を開いて行く。
年齢は不明だが「廃校になってから結構経っている」という台詞が登場している為、龍平達とは年は離れている模様。
趣味は音楽鑑賞。音楽自体に詳しいわけではないが、今は亡き某ミュージシャンの曲だけは気に入っているという。
好物はドリアン。「わかったわ」という台詞を頻繁に言う。
霊感が強く、幽霊を感知できる。戦闘の際には、間違った選択肢を選んだ際にフォローをしてくれることがある。

### その他の登場人物
水沢茉子（みずさわ まこ）
莉子の従姉で、姉妹のような存在だったという人物。ゲームの舞台となる学校に通っており、2年A組に所属していたが、事故により窓から転落死を遂げた（その死は表向きは隠蔽されていた）。イオナの1年先輩であったらしい。
教室にやってきた龍平たちを悪霊から守っていたが、彼らが校舎を脱出した後は、歩美共々成仏した模様。
彼女と莉子の名前は、「茉莉花（ジャスミン）」から取られているという。
台詞はフルボイスだが、声優名はクレジットされていない。
江藤歩美（えとう あゆみ）
茉子の親友で、彼女と同時に転落死を遂げたという同級生。死後は茉子と共に霊となって教室に留まっていた。
茉子に比べて冷静な発言をするが、その死因故に「窓に人が近付く」という事に過剰な恐怖感を抱いている。
台詞はフルボイスだが、声優名はクレジットされていない。
山村武一
太平洋戦争中に廃校の地下に存在した、生物兵器研究施設に勤めていた男。生物兵器に霊的な能力を付与するという実験の結果、暴走した実験体を封印するため、犠牲となった。
年月を経るうちに悪意に凝り固まった怨霊と化し、人間の肉体を乗っ取って殺戮を行おうと企んでいたが、龍平らの手で本来の人格を取り戻した。
古賀
龍平たちの前に突然姿を現す白衣の老人。その正体は山村のかつての同僚であり、彼を救うべく廃校に潜入していた。
病に侵されており、全てが終わった後は山村の霊と共に地下施設に残ることに決め、龍平たちに別れを告げた。

### 人にあらざる者たち
いわゆる「敵キャラクター」。いずれも龍平が1対1で戦う。戦闘は選択肢を選ぶことで行われ、正しい選択をすれば倒すことができる。
ゴースト
廃校に巣食う悪霊で、2体いる。茉子と歩美の力によって2年A組の教室には入れないらしい。
化け物（1匹目）
地下施設の入り口で登場する生物兵器。正式名称は不明で、龍平たちからは「化け物」とだけ呼ばれている。人間を上回るスピードとジャンプ力を持つ。イオナがその存在を感知できたことから、この個体にも何らかの霊的な力が付与されている模様。
化け物（2匹目）
やはり正式名称は不明。かつて山村が身を犠牲にして封印したという最悪の生物兵器。本作における最終ボスである。